# Ça ira
Pour les articles homonymes, voir Ça ira (homonymie).
Ça ira est un opéra en trois actes de Roger Waters sur un livret en langue française d'Étienne Roda-Gil et de son épouse Nadine. La transcription anglaise a été effectuée par Roger Waters et contient de nombreux textes supplémentaires. L'œuvre évoque sans nécessairement de lien avec la réalité historique les débuts de la Révolution française. La première représentation a lieu à Malte, le 1er mai 2004.

## Genèse de l'opéra
En 1987, Étienne Roda-Gil approche le membre de Pink Floyd pour lui proposer un livret. La version initiale est complétée et enregistrée à la fin de 1988. Après l'avoir entendu, François Mitterrand est très impressionné et propose à l'opéra de Paris de monter le spectacle dans le cadre du bicentenaire.
Le titre est celui d'une des chansons révolutionnaires les plus connues : Ah! ça ira.

## Personnages
- Oiseau honnête
- Le jeune prêtre jureur, révolutionnaire
- Monsieur Loyal
- L’agitateur
- Louis Capet, roi de France
- Marie-Marianne – La voix de la liberté, de la sagesse et de la République
- Marie-Antoinette, reine de France
- L’officier militaire
- L’esclave révolutionnaire
- Chœur d’enfants

## Argument

### Contexte et indications scéniques
Ça ira porte sur les événements qui se déroulèrent au cours de la période allant de 1789 à 1793 et qui conduisent à l’établissement de la République.
L’histoire se déroule sur la scène d’un cirque où sont parodiés ou imités les événements qui leur sont rapportés par les artistes du cirque.

### Acte 1

#### Scène 1: Un jardin de Vienne: 1765
Marie-Antoinette, dans un jardin de Vienne, rêve éveillée de sa future vie de Reine de France. L’oiseau honnête, qui l’écoute, lui rappelle que sa vie de privilèges et de luxe n’est possible que par la souffrance et la privation de gens ordinaires. Insensible, Marie-Antoinette congédie l’oiseau honnête.

#### Scène 2: Les rois
Oiseau honnête est alors recueilli par Marie-Marianne, avec qui il peut chanter librement. À force de maturité, Oiseau honnête devient prêtre révolutionnaire. Avec Marie-Marianne, il incite le peuple à exprimer ses plus profondes aspirations. Les premières formulations sont d’abord incohérentes, certains aspirant à devenir ce qu’ils voudraient voir disparaître. Mais peu à peu les aspirations deviennent de plus en plus cohérentes, sous les encouragements de l’agitateur. Le peuple fait ainsi vœu de mettre en place la République.

#### Scène 3 :Les doléances du peuple
Le prêtre écrit les doléances du peuple. Le roi et la reine observent la scène de la loge royale, méprisants, tout en dégustant des mets délicats et raffinés. Monsieur Loyal rappelle alors les manquements du Roi à son pays et que le pays est ruiné.

#### Scène 4: État de la France
Monsieur Loyal raconte la montée sur Paris de 100 000 citoyens affamés, dont 300 furent abattus sur les barricades. Marie-Marianne rappelle alors que seule la raison peut empêcher l’homme de sombrer dans la folie et la barbarie et elle seule pourra conduire à l’acceptation universelle des droits de l’homme. Monsieur Loyal se demande s’il existe alors en France des hommes et femmes possédant cette raison.

#### Scène 5: La prise de la Bastille
Monsieur Loyal, le prêtre révolutionnaire et le Chœur racontent la prise de la Bastille. Monsieur Loyal se demande quel pouvoir vont alors mettre en place les révolutionnaires. L’agitateur le rassure : Le nouvel ordre mis en place sera fondé sur la justice et l’équité, les droits de l’homme.

### Acte 2

#### Scène 1: Banquet d’Octobre
La Reine, au château de Versailles, s'ennuie. Elle organise un somptueux bal où sont invités les membres de l’armée qui sont restés fidèles au roi. La révolution est pourtant là : des gens affamés partis de Paris arrivent à Versailles. Le roi, la reine et le dauphin, capturés, sont conduits aux Tuileries par la foule.

#### Scène 2: La lettre
Le roi, prisonnier aux Tuileries, écrit à son cousin, Bourbon d’Espagne, lui décrivant la situation pour qu’il lui vienne en aide.

#### Scène 3: Esclavage
Dans les colonies françaises, notamment à Saint-Domingue, la révolution aussi prend naissance : planteurs et propriétaires terriens tentent de ravir le pouvoir aux gouverneurs royaux. En France, à l’Assemblée nationale, on en appelle à l’émancipation des esclaves.

#### Scène 4: Quod Aliquantum
Le Pape considère le texte des droits de l’homme, voté par l’Assemblée nationale en août 1789 comme un péché et la condamne. Le prêtre, l’agitateur et quelques autres font alors vœu de continuer à se battre pour que les droits de l’homme soient appliqués.

### Acte 3

#### Scène 1: La fuite du roi
Toujours prisonniers aux Tuileries, la Reine se faisant passer pour la Baronne Korrf et le Roi pour son valet, tentent de s’enfuir en Alsace-Lorraine, rejoindre le Marquis de Bouillé, fidèle royaliste. Mais quelqu’un les reconnaît et donne l’alerte. Ils sont arrêtés à Varennes et ramenés à Paris. L’Assemblée nationale, qui souhaite instaurer une monarchie constitutionnelle, ne condamne pas le roi mais lui ôte ses derniers pouvoirs. Le peuple, révolté, marche vers le Champ de Mars pour signer une pétition républicaine. La Garde nationale ouvre le feu et abat cinquante citoyens sans armes. Malgré cela, l’Assemblée nationale réinvestit le roi et la monarchie par la Constitution de 1789.

#### Scène 2: La Commune de Paris
La ferveur révolutionnaire est cependant toujours présente dans le mouvement insurrectionnel populaire de la Commune de Paris. La garde Nationale, y compris le contingent de Marseille soutiennent la Commune de Paris et viennent défendre la ville contre une éventuelle attaque autrichienne. La commune condamne le parlement. Le palais des Tuileries est pris, c’est la fin de la monarchie.

#### Scène 3: Pauvre Capet
La guerre contre l’Autriche et la Prusse éclate au printemps 1792 et fournit un motif pour accuser le roi de traîtrise. Il est alors décapité.

#### Scène 4: Marie-Antoinette – La dernière nuit sur Terre
La Reine est alors emprisonnée et séparée de son fils. Écrivant sa dernière lettre qu’elle adresse à sa belle-sœur, elle exprime la douleur qu’elle a eue d’être séparée de son fils. Le prêtre est alors près d’elle. Elle ne reconnaît pas, au début, celui qui était alors avec elle dans le jardin de Vienne. Le prêtre essaie de lui rappeler cet événement. L’ayant enfin reconnu, la Reine tombe dans ses bras. Les clowns du cirque les séparent et emmènent Marie-Antoinette.

#### Scène 5: La liberté
La Reine a été exécutée. Les spectateurs de la scène réfléchissent à la contradiction d’utiliser la guillotine comme moyen d’obtenir la liberté. Monsieur Loyal et Marie-Marianne expliquent alors que chacun a le droit à une sécurité et une paix relative ainsi qu’à une vie décente. Mais personne ne doit prospérer au détriment des autres. « C’est la promesse de la République. Ça ira ».

## Enregistrements
L'enregistrement est sorti le 26 septembre 2005 en deux versions : l'une chantée en français, l'autre en anglais. Il a comme interprètes principaux : 
- Jean-Luc Chaignaud, Ying Huang, et Paul Groves pour la version française.
- Bryn Terfel, Ying Huang, et Paul Groves pour la version anglaise.